# Iphigénia Tauriszban (opera)
Az Iphigénia Tauriszban Christoph Willibald Gluck négyfelvonásos operája. Szövegkönyvét Guymond de la Touche azonos című drámája nyomán Nicolas François Guillard írta. Bemutatója 1779. május 18-án volt a párizsi Operában. A mű Gluck egyik legnagyobb sikere volt, megszületése óta rendszeresen szerepel a világ operaházainak színpadán.

## Cselekmény
Iphigénia, Agamemnón és Klütaimnésztra leánya Taurisz szigetén él száműzetésben a barbár szkűthák között. Meggyilkolt atyja és anyja emléke kísérti, és azt hiszi, ő felelős testvére, Oresztész haláláért. Mindeközben Thoasz, a szkűtha zsarnok attól fél, hogy közeledik a vég. Oresztész és társa, Püladész hajótörést szenved Taurisz szigetén, és Thoasz zsoldosai elfogják őket.
Oresztészt és Püladészt eleinte börtönben tartják, elkülönítve. Iphigénia megjelenik, és bár érdeklődik Oresztésztől családja sorsa iránt és sajátos vonzalmat érez iránta, a két testvér nem ismeri fel egymást. A foglyul ejtett idegen azt mondja Iphigéniának, hogy Oresztészt megölték Mükénében. A hír hallatán Iphigénia magányosan bánkódik, és hogy halott bátyját meggyászolja, egy gyászszertartást rendez.
Iphigénia csélekvésre szánja el magát: életjelet akar küldeni testvérének, Élektrának Görögországba, és ezért elhatározza, hogy a rabok egyikét kiszabadítja. Oresztész és Püladész merő nemeslelkűségből egymást ajánlja: mindkettő a szigeten akar maradni és meghalni a másikért. Bár eredetileg Iphigénia inkább Oresztészt szabadítaná ki, beleegyezik, hogy végül Püladészt küldi nővéréhez.

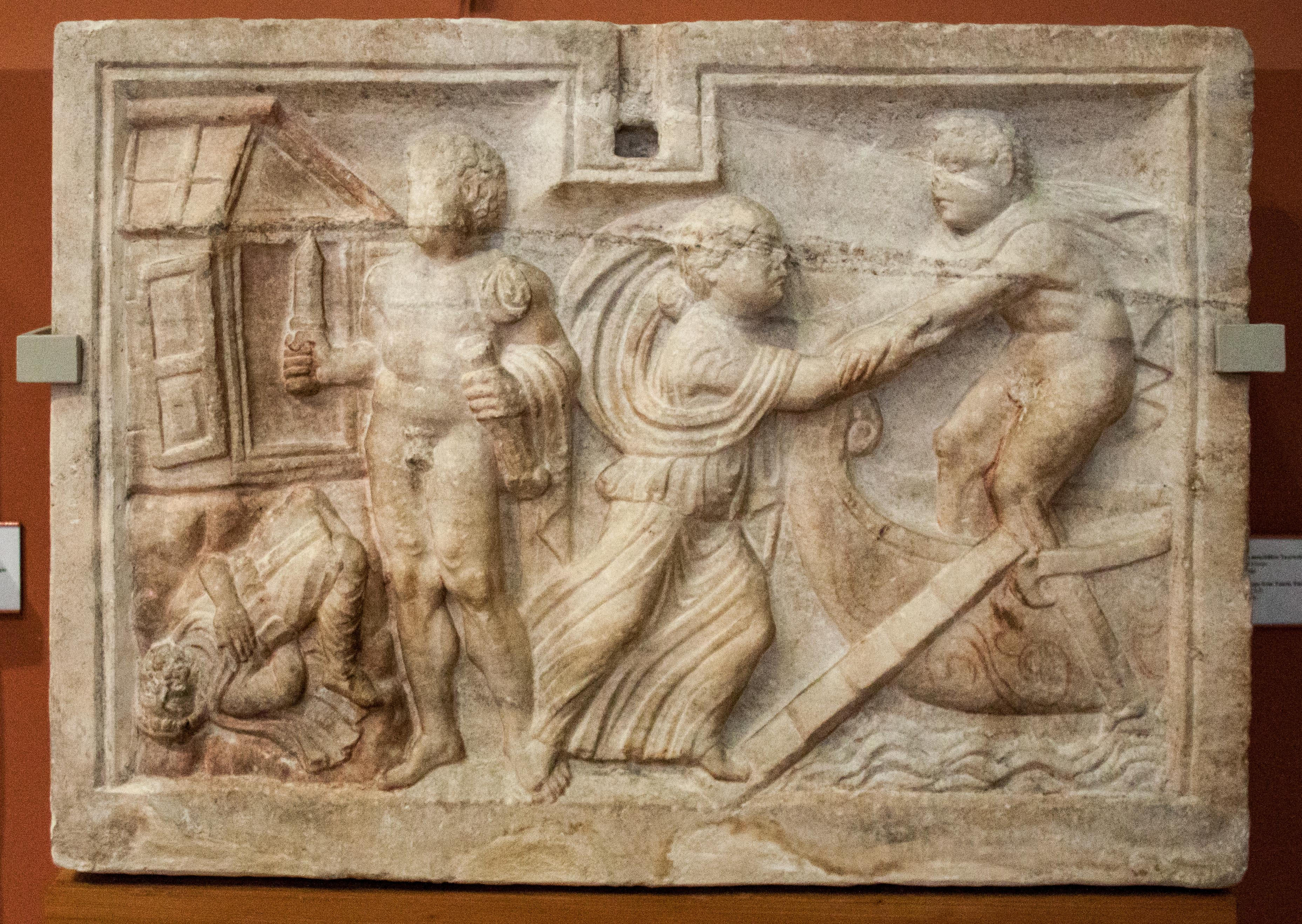
Iphigénia menekülése Tauriszból római sírkövön

Oresztészt fel fogják áldozni - és a saját húgának kell ezt megtennie. A dühös Thoasz hiába követeli Püladész életét is: Püladész csak azért egyezett bele, hogy ő szökjön el, hogy segítséget hozzon. Társaival megölik Thoaszt. A háborús hangulatot Diana istennő megjelenése hűti le: megszabadítja Oresztészt az anyagyilkosság terhétől és megparancsolja a testvéreknek, hogy térjenek haza.